# Toucan à ventre rouge
Ramphastos dicolorus
Espèce
Statut de conservation UICN

 LC  : Préoccupation mineure
Statut CITES
Le Toucan à ventre rouge (Ramphastos dicolorus) est une espèce d'oiseau appartenant à la famille des Ramphastidae.

## Répartition
Cette espèce se trouve dans le sud et l'est du Brésil, l'est du Paraguay et l'extrême nord-est de l'Argentine.

## Habitat
Cet oiseau peuple surtout les forêts atlantiques. Dans l'ensemble, il est assez commun et son statut de conservation est donc considéré comme peu préoccupant par l'UICN.

## Description
C'est l'une des plus petites espèces de toucans du genre Ramphastos, pesant 265 à 400 grammes et mesurant 40 à 46 cm de long.  Son bec est l'un des plus courts des toucans du genre Ramphastos avec seulement environ 10 cm de longueur. Le Toucan à ventre rouge tire son nom de la grande zone de plumes rouges située sur son abdomen. Sa poitrine est en fait orange et jaune sur les côtés. Le bec est le plus souvent verdâtre à corne.

## Captivité
En aviculture, il a besoin de cages spacieuses, d'un régime à base de fruits et présente une grande sensibilité à l'hémochromatose (maladie due à un stockage du fer) qui le rend difficile à garder pour les amateurs.